# Luis Chamizo
Luis Florencio Chamizo Trigueros (Guareña, Badajoz, 7 de noviembre de 1894-Madrid, 24 de diciembre de 1945) fue un escritor y poeta español.
Sus obras están escritas tanto en español como en extremeño.

## Biografía

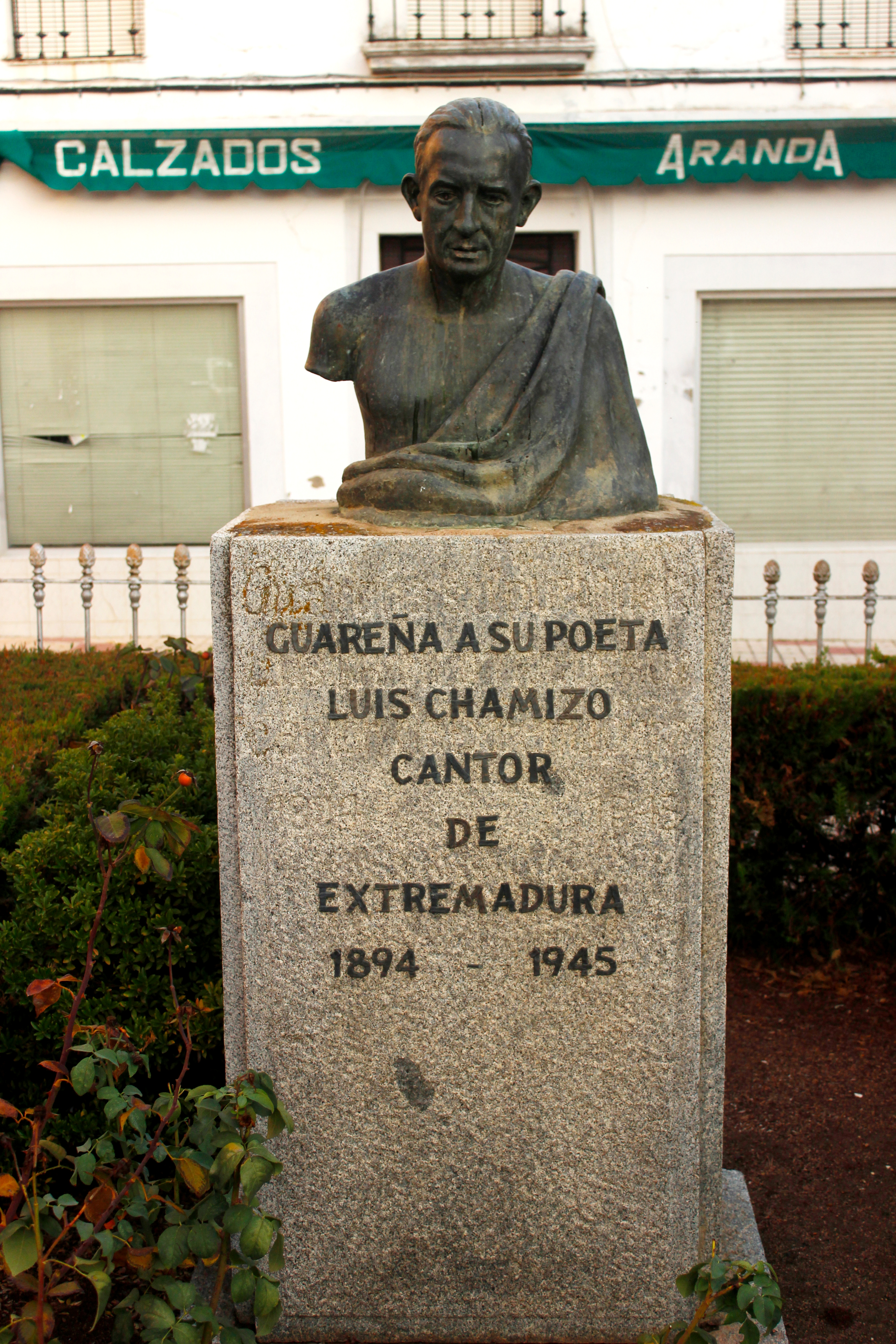
Busto homenaje a Luis Chamizo en Guareña, su localidad natal.

Nació en el seno de una familia humilde y trabajadora de Extremadura. Su padre Joaquín Chamizo Guerrero, natural de Castuera, era tinajero, y su madre, Asunción Trigueros Bravo, natural de Guareña (Badajoz) Recibió enseñanza primaria en Guareña y se trasladó a Madrid para empezar a cursar Bachillerato, que finalizó en Sevilla, donde también obtuvo el título de perito mercantil. A los 24 años se licenció en Derecho en la Universidad de Murcia, donde terminó los estudios empezados en la Universidad Central de Madrid. Durante las vacaciones veraniegas de su bachillerato y primeros años de carrera en Guareña entabló amistad con su paisano, Eugenio Frutos Cortés. Colabora en el periódico La Semana en Don Benito, que dirige Francisco Valdés y en ratos libres, inicia su escritura en habla extremeña componiendo versos a los parajes de Valdearenales, sus gentes, y a la tierra que le vio nacer. Admirador de José María Gabriel y Galán asistió a la velada poética e inauguración de la estatua, realizada por Enrique Pérez Comendador, que el pueblo de Cáceres le ofreció el año 1925.
En 1921 marcha a Guadalcanal (Sevilla) y conoce a Virtudes Cordo Nogales, con quien contrae matrimonio al año siguiente. Tuvieron cinco hijas, M.ª Luisa, M.ª Victoria, M.ª de las Virtudes, Consuelo y M.ª Asunción. El 7 de abril de 1924 es elegido circunstancialmente, alcalde de Guadalcanal. Y al mes siguiente se le designa académico de la Real Academia de Buenas Letras de Sevilla (Vid. edición de Antonio Viudas Camarasa (1982))
En 1930 fue homenajeado en Madrid por el estreno de Las Brujas en un acto presidido por Jacinto Benavente. Terminada la guerra civil española marcha a Madrid e ingresa en el Sindicato de Espectáculos consiguiendo un sueldo del Estado, favor que compensa dando clases gratuitas de declamación en su casa de la calle El Escorial, 15.
El 24 de diciembre de 1945, fallece a los 51 años en Madrid. Tuvieron que pasar 49 años para que en el año del centenario de su nacimiento 1994 sus restos fueran trasladados al cementerio municipal de la villa de Guareña.

## Obra y reconocimientos
Chamizo contactó con el movimiento modernista a través de Salvador Rueda, Francisco Villaespesa, Amado Nervo y Emilio Carrere. Coetáneo de la Generación del 27, se inscribe sin embargo en la poesía regionalista.
En 1921 aparece por primera vez El Miajón de los Castúos, posteriormente escribiría la obra de teatro Las Brujas (1932), y su libro Extremadura. En 1967 se editó en Madrid una antología poética con el nombre de Obra Poética.
Una pequeña calle del barrio de Aluche (Madrid) y otra en el municipio madrileño de Fresnedillas de la Oliva llevan su nombre. Muchos municipios extremeños honran su nombre en el nombre de una vía urbana.

### El castúo
Luis Chamizo nunca denomina al extremeño castúo, pero sí emplea ese término para referirse a los hombres de la región, y especialmente a los campesinos que "cultivan por sí mismo sus propios campos" como él mismo los define en el Vocabulario de voces Extremeñas contenidas en el Miajón de los castúos, en la primera edición de 31 de enero de 1921, impresa por Juan Pueyo en Madrid.